# Liste der Stolpersteine in Castrop-Rauxel
Die Liste der Stolpersteine in Castrop-Rauxel enthält Stolpersteine, die im Rahmen des gleichnamigen Kunst-Projekts von Gunter Demnig in Castrop-Rauxel verlegt wurden. Mit ihnen soll Opfern des Nationalsozialismus gedacht werden, die in Castrop-Rauxel lebten und wirkten. Im November 2010 wurden erstmals 9 Steine an 2 Adressen verlegt.

## Hintergrund
Castrop-Rauxel ist die 600. Stadt, in der Gunter Demnig Stolpersteine verlegte. Auf Initiative des Aktionsbündnisses „Stolpersteine Castrop-Rauxel“ wurden am 5. November 2010 die ersten 9 Stolpersteine an den Anschriften Am Markt 5 und 24 verlegt.
Am zweiten Verlegetermin, dem 22. Januar 2013, konnten die Steine wegen Frostes nicht eingelassen werden, sodass sie erst im März 2013 an den vorgesehenen Stellen eingelassen wurden.
- 5. November 2010: Neun Steine an zwei Adressen
- 12. März 2013: zwanzig Steine an fünf Adressen

Am 11. Dezember 2014 wurde die dritte Verlegetermin für siebzehn Steine an fünf Adressen (Leveringhauser Straße 113, Lönsstraße 45 (Parkplatz „im Ohr“), Simon-Cohen-Platz (Denkmal der alten Synagoge), Biesenkamp 32, Bladenhorster Straße 34/36) durchgeführt.
Mit den Stolpersteinen werden Personen geehrt, die in Castrop-Rauxel ihre Wohn- oder Wirkungsstätte hatten. Die Stolpersteine wurden größtenteils vor dem letzten freiwillig gewählten Wohnhaus der betreffenden Personen verlegt.

## Liste der Stolpersteine
| Adresse                      | Datum der Verlegung | Person(en) Inschrift                                                                                                   | Bild                                                                     | Bild vom Ort Anmerkungen |
| ---------------------------- | ------------------- | --- | ------------------------------------------------------------------------ | ------------------------ |
| Am Markt 5 ·                 | 5. Nov. 2010        | Julius Meyer (1865) | Stolperstein für Julius Meyer                                            |                          |
| Am Markt 5 ·                 | 5. Nov. 2010        | Anna Meyer geb. Hirschfeld (1874)                                                                                      | Stolperstein für Anna Meyer geb. Hirschfeld                              |                          |
| Am Markt 5 ·                 | 5. Nov. 2010        | Erich Meyer (1901) | Stolperstein für Erich Meyer                                             |                          |
| Am Markt 5 ·                 | 5. Nov. 2010        | Hans Arnold Meyer (1907)                                                                                               | Stolperstein für Hans Arnold Meyer                                       |                          |
| Am Markt 5 ·                 | 5. Nov. 2010        | Hilde Meyer (1898) | Stolperstein für Hilde Meyer                                             |                          |
| Am Markt 5 ·                 | 5. Nov. 2010        | Johanna Meyer geb. Widgenstein (1865)                                                                                  | Stolperstein für Johanna Meyer geb. Widgenstein                          |                          |
| Am Markt 5 ·                 | 5. Nov. 2010        | Jonathan Meyer (1940)                                                                                                  | Stolperstein für Jonathan Meyer                                          |                          |
| Am Markt 5 ·                 | 12. März 2013       | Dr. Moritz Weinberg (1888)                                                                                             | Stolperstein für Dr. Moritz Weinberg                                     |                          |
| Am Markt 5 ·                 | 12. März 2013       | Edith Weinberg geb. Meyer (1897)                                                                                       | Stolperstein für Edith Weinberg geb. Meyer                               |                          |
| Am Markt 5 ·                 | 12. März 2013       | Erich Weinberg (1921)                                                                                                  | Stolperstein für Erich Weinberg                                          |                          |
| Am Markt 5 ·                 | 12. März 2013       | Fritz Weinberg (1929)                                                                                                  | Stolperstein für Fritz Weinberg                                          |                          |
| Am Markt 24 ·                | 5. Nov. 2010        | David Cohen (1878) | Stolperstein für David Cohen                                             |                          |
| Am Markt 24 ·                | 5. Nov. 2010        | Luise Cohen geb. Bachmann (1888)                                                                                       | Stolperstein für Luise Cohen geb. Bachmann                               |                          |
| Am Markt 24 ·                | 12. März 2013       | Adolf Cohen (1871) | Stolperstein für Adolf Cohen                                             |                          |
| Am Markt 24 ·                | 12. März 2013       | Erich Cohen (1916) | Stolperstein für Erich Cohen                                             |                          |
| Am Markt 24 ·                | 12. März 2013       | Richard Cohen (1917)                                                                                                   | Stolperstein für Richard Cohen                                           |                          |
| Am Markt 24 ·                | 12. März 2013       | Werner Cohen (1911) | Stolperstein für Werner Cohen                                            |                          |
| Biesenkamp 6 ·               | 12. März 2013       | Günther Blumenthal (1925)                                                                                              | Stolperstein für Günther Blumenthal                                      |                          |
| Biesenkamp 6 ·               | 12. März 2013       | Helmut Blumenthal (1929)                                                                                               | Stolperstein für Helmut Blumenthal                                       |                          |
| Biesenkamp 6 ·               | 12. März 2013       | Kurt Blumenthal (1927)                                                                                                 | Stolperstein für Kurt Blumenthal                                         |                          |
| Biesenkamp 6 ·               | 12. März 2013       | Siegfried Blumenthal (1885)                                                                                            | Stolperstein für Siegfried Blumenthal                                    |                          |
| Biesenkamp 6 ·               | 12. März 2013       | Sofie Blumenthal geb. Dillenburg (1888)                                                                                | Stolperstein für Sofie Blumenthal geb. Dillenburg                        |                          |
| Biesenkamp 6 ·               | 12. März 2013       | Sophie Blumenthal, verh. Elkeles (1893)                                                                                | Stolperstein für Sophie Blumenthal verh. Elkeles                         |                          |
| Biesenkamp 6 ·               | 12. März 2013       | Walter Blumenthal (1923)                                                                                               | Stolperstein für Walter Blumenthal                                       |                          |
| Holzstraße 18 ·              | 12. März 2013       | Emma Blumenthal (1896)                                                                                                 | Stolperstein für Emma Blumenthal                                         |                          |
| Holzstraße 18 ·              | 12. März 2013       | Hugo Blumenthal (1898)                                                                                                 | Stolperstein für Hugo Blumenthal                                         |                          |
| Holzstraße 18 ·              | 12. März 2013       | Max Blumenthal (1889)                                                                                                  | Stolperstein für Max Blumenthal                                          |                          |
| Holzstraße 18 ·              | 12. März 2013       | Johanna „Frieda“ Blumenthal (1899)                                                                                     | Stolperstein für Johanna 'Frieda' Blumenthal                             |                          |
| Wittener Straße 16 ·         | 12. März 2013       | Amalia Weinberg (1876)                                                                                                 | Stolperstein für Amalia Weinberg                                         |                          |
| Leveringhauser Straße 113 ·  | 11. Dez. 2014       | Karl Kovarik (1905) | Stolperstein für Karl Kovarik                                            |                          |
| Lönsstraße 45 ·              | 11. Dez. 2014       | Hier wohnte Betty Löwenwärter geb. Löwenstein Jg. 1857 deportiert 1942 Theresienstadt 1942 Treblinka ermordet          | Stolperstein in Castrop-Rauxel Lönsstraße 41 für Betty Löwenwärter       |                          |
| Lönsstraße 45 ·              | 11. Dez. 2014       | Hier wohnte Emmy Löwenwärter geb. Kaufmann Jg. 1901 deportiert 1942 Zamosc Majdanek ermordet                           | Stolperstein in Castrop-Rauxel Lönsstraße 41 für Emmy Löwenwärter        |                          |
| Lönsstraße 45 ·              | 11. Dez. 2014       | Hier wohnte Fritz Löwenwärter Jg. 1888 ‘Schutzhaft’ 1938 Sachsenhausen deportiert 1942 Zamosc 1942 Majdanek ermordet   | Stolperstein in Castrop-Rauxel Lönsstraße 41 für Fritz Löwenwärter       |                          |
| Lönsstraße 45 ·              | 11. Dez. 2014       | Hier wohnte Helene Löwenwärter geb. Löwenstein Jg. 1889 gedemütigt/entrechtet tot 11.2.1936                            | Stolperstein in Castrop-Rauxel Lönsstraße 41 für Helene Löwenwärter      |                          |
| Lönsstraße 45 ·              | 11. Dez. 2014       | Hier wohnte Ilse Löwenwärter Jg. 1925 deportiert 1942 Zamosc Majdanek ermordet                                         | Stolperstein in Castrop-Rauxel Lönsstraße 41 für Ilse Löwenwärter        |                          |
| Lönsstraße 45 ·              | 11. Dez. 2014       | Hier wohnte Max Löwenwärter Jg. 1922 Flucht 1939 Palästina                                                             | Stolperstein in Castrop-Rauxel Lönsstraße 41 für Max Löwenwärter         |                          |
| Bladenhorster Straße 34-36 · | 11. Dez. 2014       | Hier wohnte Ernst Marx Jg. 1892 ‘Schutzhaft’ 1938 Sachsenhausen deportiert 1942 Theresienstadt 1944 Auschwitz ermordet | Stolperstein in Castrop-Rauxel Bladenhorster Straße 34 für Ernst Marx    |                          |
| Bladenhorster Straße 34-36 · | 11. Dez. 2014       | Hier wohnte Moritz Marx Jg. 1876 ‘Schutzhaft’ 1938 Sachsenhausen ermordet 12.11.1938                                   | Stolperstein in Castrop-Rauxel Bladenhorster Straße 34 für Moritz Marx   |                          |
| Bladenhorster Straße 34-36 · | 11. Dez. 2014       | Hier wohnte Rahel Marx geb. Weinberg Jg. 1884 deportiert 1942 Zamosc Riga ermordet                                     | Stolperstein in Castrop-Rauxel Bladenhorster Straße 34 für Rahel Marx    |                          |
| Bladenhorster Straße 34-36 · | 11. Dez. 2014       | Hier wohnte Rosalie Marx geb. Herz Jg. 1890 deportiert 1942 Theresienstadt 1944 Auschwitz ermordet                     | Stolperstein in Castrop-Rauxel Bladenhorster Straße 34 für Rosalie Marx  |                          |
| Biesenkamp 32 ·              | 11. Dez. 2014       | Hier wohnte Albert Feldheim Jg. 1892 seit 1938 Haft in Mehren KZ 'verlegt’ 2.3.1942 Bernburg ermordet 2.3.1942         | Stolperstein in Castrop-Rauxel Biesenkamp 32 für Albert Feldheim         |                          |
| Biesenkamp 32 ·              | 11. Dez. 2014       | Hier wohnte Elise Feldheim geb. Wolf verw. Alba Jg. 1886 gedemütigt/entrechtet tot 4.3.1934                            | Stolperstein in Castrop-Rauxel Biesenkamp 32 für Elise Feldheim          |                          |
| Biesenkamp 32 ·              | 11. Dez. 2014       | Hier wohnte Lilli Feldheim geb. Levy Jg. 1898 deportiert 1942 Riga 1944 Stutthof ermordet                              | Stolperstein in Castrop-Rauxel Biesenkamp 32 für Lilly Feldheim          |                          |
| Simon-Cohen-Platz ·          | 11. Dez. 2014       | Ingrid Ullmann-Judy Jg. 1927 Flucht 1939 England                                                                       | Stolperstein in Castrop-Rauxel Simon-Cohen-Platz für Ingrid Ullmann-Judy |                          |
| Simon-Cohen-Platz ·          | 11. Dez. 2014       | Klara Ullmann Jg. 1903 Flucht 1939 England                                                                             | Stolperstein in Castrop-Rauxel Simon-Cohen-Platz für Klara Ullmann       |                          |
| Simon-Cohen-Platz ·          | 11. Dez. 2014       | Hier lehrte 1919–1935 Kantor Wilhelm Ullmann Jg. 1898 Flucht 1939 England                                              | Stolperstein in Castrop-Rauxel Simon-Cohen-Platz für Wilhelm Ullmann     |                          |